# 瓦曼馬爾卡山 (拉奧羅亞區)
11°31′55″S 75°53′06″W / 11.53194°S 75.88500°W
瓦曼馬爾卡山（Waman Marka），是秘魯的山峰，位於該國中部胡寧大區，由堯利省的拉奧羅亞區負責管轄，屬於安地斯山脈的一部分，海拔高度4,200米。